# زارچ
زارچ، شهری در بخش مرکزی شهرستان زارچ در استان یزد ایران است. این شهر، مرکز شهرستان زارچ است.
این شهر در فاصله ۱۵ کیلومتری باختر شهر یزد قرار دارد.
شهر زارچ تا سال ۱۳۴۲ خورشیدی جزو نواحی روستایی به‌شمار می‌رفت و از این سال به‌عنوان منطقهٔ شهری شناخته شد و شهرداری آن در همان سال تأسیس گشت که در طبقه‌بندی ویژهٔ شهرداری‌ها در گروه درجهٔ چهار قرار گرفت. شهر زارچ در تاریخ ۱۲ بهمن ۱۴۰۱ با تصویب هیئت دولت، به مرکز شهرستان زارچ تبدیل شد.
حد فاصل بخش شهری زارچ که به نام  زارچ شناخته می‌شود و منطقهٔ سرچشمه از یک دیگر مجزا می باشد .

## جاذبه‌های گردشگری

### قنات طولانی زارچ
قنات زارچ با بیش از ۷۰ کیلومتر طول و ۳٬۰۰۰ سال قدمت از جمله قدیمی‌ترین و طولانی‌ترین قنات‌ها در جهان است که در فهرست آثار ملی و همچنین به ثبت جهانی یونسکو رسیده‌است و دارای مهندسی بی‌نظیری می‌باشد. جایگاه بروز این قنات در بخش شرقی زارچ قرار دارد که به نام سرچشمه شناخته می‌شود و از بافت شهری زارچ چند کیلومتر فاصله دارد.
حسینیهٔ علي هاشم، آب‌انبار خلق‌الله، آب‌انباراله‌آباد، آب انبار خیابان امام، حسینیهٔ اعظم، مسجد ابوالفتح،مسجد تاریخی جامع،مسجد تاریخی امیرالمومنین،معبد رزتشتیان،خانه شیخ رحیمی،سرو دربید، بومگردی رستم و.... 
در میراث فرهنگی ثبت شده است

### بادگیرها
بادگیر مسجد امیرالمؤمنین زارچ نیز بلندترین بادگیر چهارگوش مساجد در دنیاست.

### تکیه و حسینیه‌ها
بزرگ‌ترین حسینیه این شهر حسینیه بزرگ می‌باشد که به‌طور با شکوهی عاشورا را در آن حیسنیه عزاداری می‌کنند. این شهر حسینیه‌های دیگر هم مثل حسینیه شهدای اله آباد، حسینیه بقیه الله الاعظم سرچشمه و… را دارد، لازم بذکر است بزرگ‌ترین حسینیه سرپوشیده این شهر حسینیه علی اکبر که در کوچه ۱۹ خیابان امام خمینی واقع شده‌است می‌باشد.

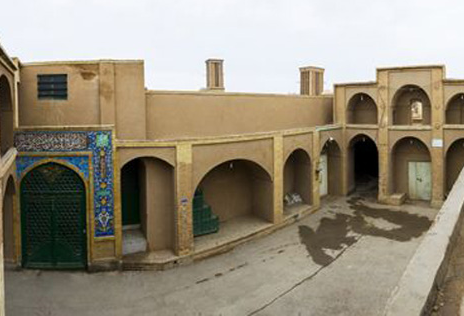

تصویری از حسینیهٔ علي هاشم

## مشاهیر

### روحانیون
- آیت الله حاج شیخ محمد رحیمی زارچی
- آیت الله حاج شیخ میرزا حسن ابوترابی زارچی
- آیت الله حاج شیخ محمدرضا بحرینی زارچی
- آیت الله حاج شیخ علیبمان بحرینی زارچی
- حجت الاسلام والمسلمین سید محمود دعایی زارچی
- حجت الاسلام والمسلمین حاج سید محمد دعایی زارچی
- حجت الاسلام والمسلمین حاج سید احمد دعایی زارچی
- حجت الاسلام والمسلمین حاج سید حسن مرتضوی‌زارچ
- حجت الاسلام والمسلمین حاج سید محمد کاظم مرتضوی زارچ

همچنین می‌توان از مرحوم حاج شیخ حسن بحرینی فعال اقتصادی یاد کرد که با تلاش‌ها و مجاهدت‌های او پس از احداث اولین چاه عمیق برق به شهر زارچ رسید.
از دیگر مشاهیر و اسطوره‌های زارچ ملا علی اکبر زارچی {نواده ملا زین الدین بزرگ} عارف الهی که داری کرامات بسیاری بوده‌است.
از دیگر نوادگان ملا زین الدین، سلطان الذاکرین ملا غلامرضا ترابی (۱۲۶۴–۱۳۵۴) ه‍.ش می‌باشد که مؤسس حسینیه بزرگ بقیةالله الاعظم سرچشمه زارچ بوده و در ساخت آب انبار و مسجد و کتابخانه و عمران و آبادی شهر و رفاه مردم شهر زارچ اهتمام می‌ورزید می‌باشد.

## ادبیات
دکتر «غلامرضا محمدی»، شاعر و از ادیبان و فرهیختگان استان یزد، متخلص به کویر در غزلواره‌ای این شهر را چنین توصیف کرده‌است:
بس دیده‌ام وفا و صداقت به شهر زارچ * از دیرباز کرده‌ام عادت به شهر زارچ
شهر از شماست، شهرِ شما مردمان خوب * افزون کند خدای عنایت به شهر زارچ
خوبان شهر، لالهٔ رخ و سرو قامتند * دل می‌بَرند از من و طاقت به شهر زارچ
شاعران دیگری نیز این شهر را چنین توصیف کرده‌اند:
زارچ شهری که زادگاهِ من است * دوست می‌دارمش مرا وطن است
بوی خاکش و بوی کاهگلش * بهتر از بوی نافهٔ خُتَن است
شهر زال و سِکَندَرَش خوانند * بله این شهر اینقدرکهن است
شیعهٔ دینند مردم اینجا * شهر من در پناه بوالحسن است
عده‌ای پیروان زرتشتند * شهر ایزد نه جای اهرمن است

## فضای سبز
- پارک بسیج
- بوستان امام حسین (ع)
- بوستان آزادگان
- بوستان میرزا جواد رامتین

## جمعیت
بر پایه سرشماری عمومی نفوس و مسکن جمعیت شهر زارچ برابر با ۸۱٬۶۹۱ نفر بوده است.